# Esquadrilha Lafayette

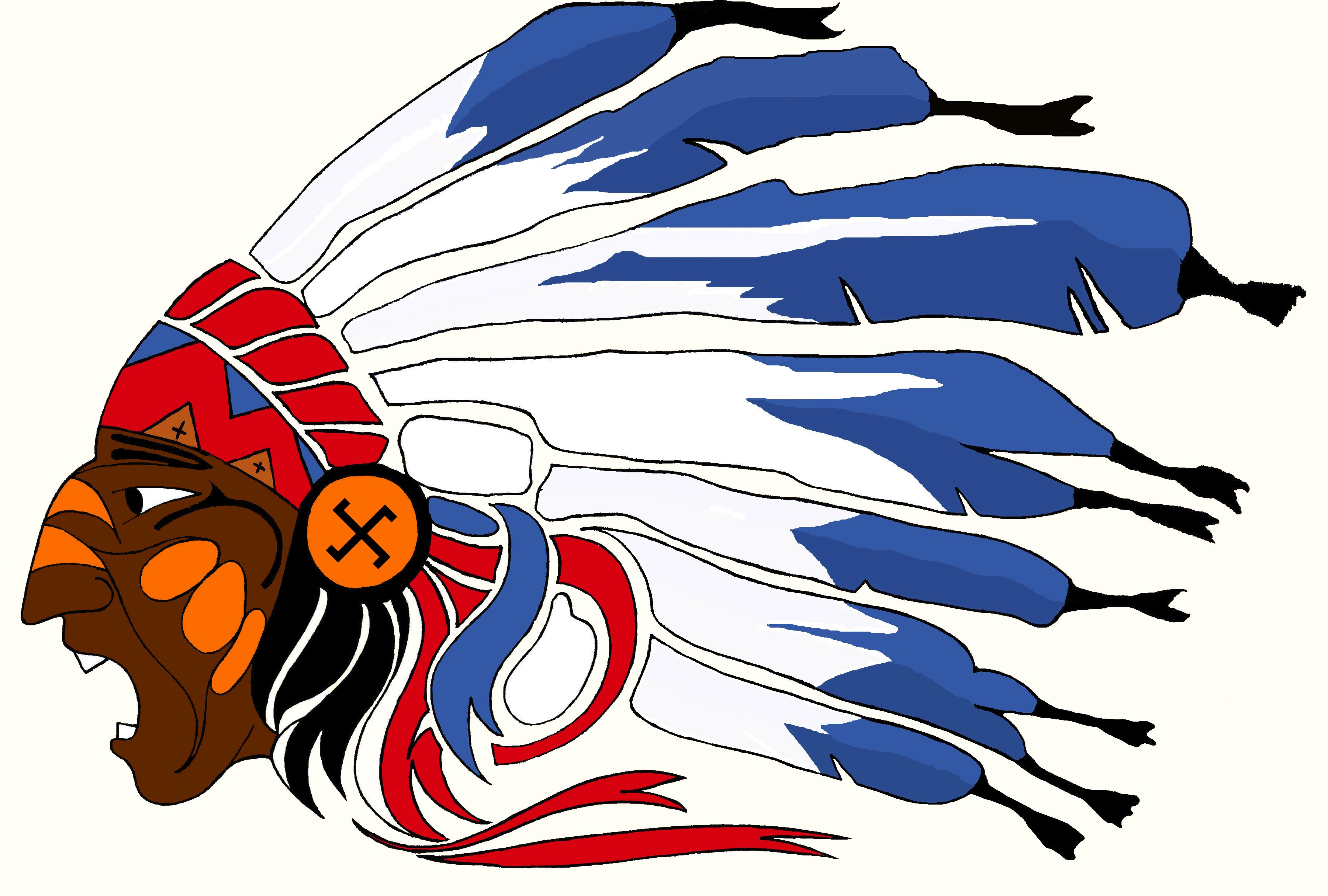
Insignia da Esquadrilha Lafayette

A Esquadrilha Lafayette (do francês "Escadrille La Fayette"), foi uma esquadrilha vinculada ao "Serviço Aéreo do Exército Francês" ("Aéronautique Militaire"), durante a Primeira Guerra Mundial, composto em grande parte por pilotos voluntários americanos voando os caças franceses. A esquadrilha foi batizada em homenagem ao Marquês de La Fayette, herói francês da Revolução Americana.

## História

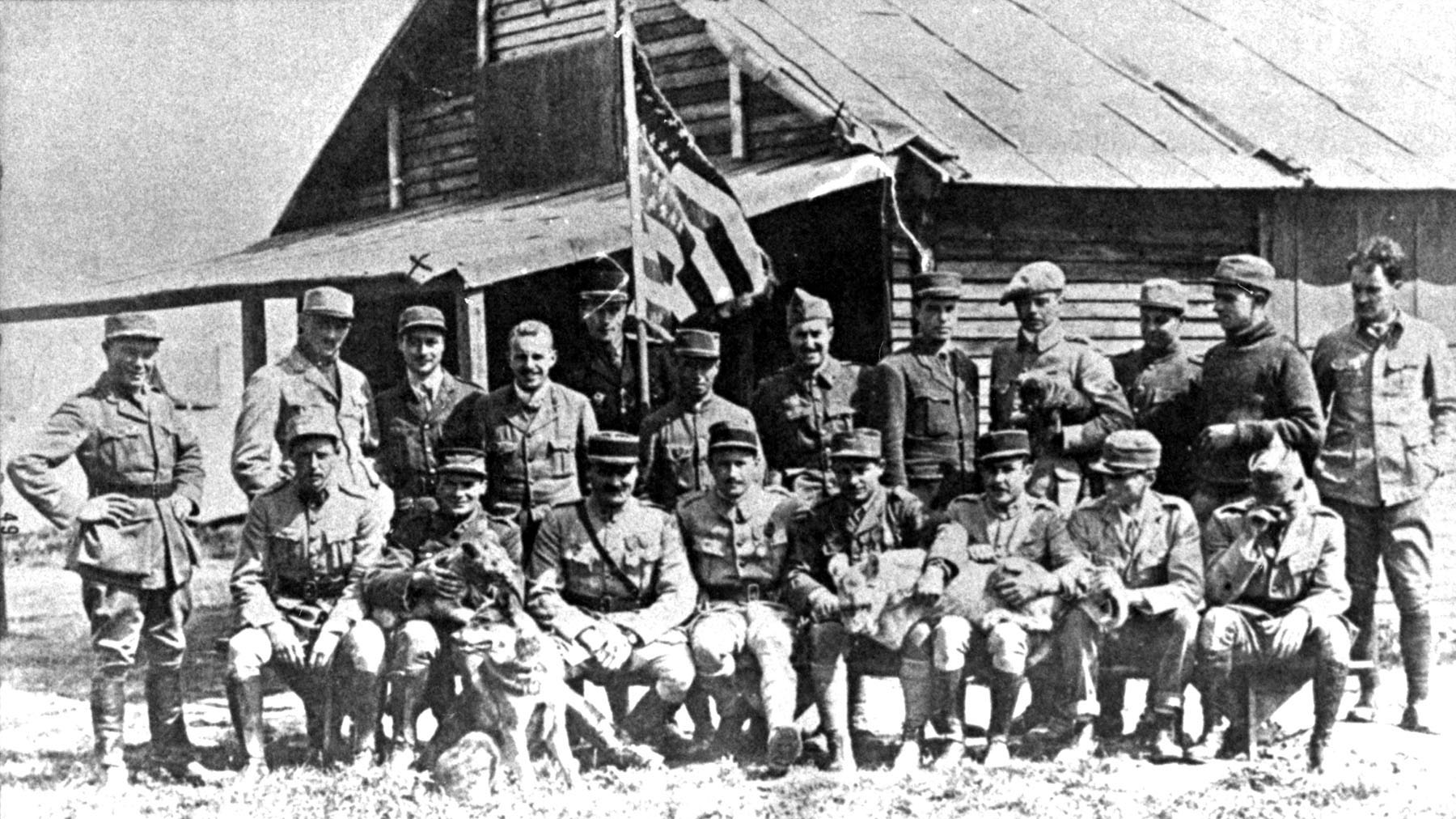
Em pé (esquerda para direita): Soubiron, Doolittle, Campbell, Persons, Bridgman, Dugan, MacMonagle, Lowell, Willis, Jones, Peterson e de Maison-Rouge. Sentados (esquerda para direita): Hill, Masson com o mascote "Soda", Thaw, Thenault, Lufbery com o mascote "Whiskey", Johnson, Bigelow e Rockwell.

A esquadrilha foi formada em abril de 1916, com a designação Escadrille américaine N 124 em Luxeuil antes da entrada dos Estados Unidos na guerra. O Dr. Edmund L. Gros, diretor do "American Ambulance Service" (Serviço de Ambulâncias Americano), e Norman Prince, um americano expatriado que já voava para a França, conduziu esforços para convencer o governo francês a criar uma unidade de voluntários para o combate aéreo norte-americano na França. O objetivo era ter os seus esforços reconhecidos pelo público americano e, portanto, esperava-se, o resultado dessa publicidade no qual iria despertar interesse nos jovens para se juntar à luta. Nem todos os pilotos norte-americanos foram para essa esquadrilha, na verdade, um número maior de pilotos americanos serviu, no então maior, "La Fayette Aviation Corps" ("Flying Corps Lafayette" para os americanos), no qual 209 aviadores serviram.
Além disso, um número considerável de voluntários norte-americanos serviram com o Royal Flying Corps, com o Royal Naval Air Service e com a Royal Air Force durante o conflito.
A esquadrilha foi rapidamente transferida para Bar-le-Duc, mais à frente. A oposição alemã registrou reclamações junto ao governo americano, sobre as ações de uma nação supostamente neutra, o que levou à mudança de nome em dezembro. O nome original implicava que os Estados Unidos ficassem aliados da França, quando na verdade eram neutros.
Os aviões, a mecânica, e os uniformes eram franceses, assim como o comandante, o capitão Georges Thenault. Cinco pilotos franceses também estavam na lista, servindo em diversos momentos. Raoul Lufbery, um cidadão francês, filho de pai americano e mãe francesa, se tornou o primeiro do esquadrão, e, finalmente, a sua maior reivindicação, se tornou um ás da aviação com 16 vitórias confirmadas antes de seu esquadrão ser transferido para o "US Army Air Service".

## Batalhas
A primeira ação importante da qual a esquadrilha participou foi na Batalha de Verdun, sendo despachada para a frente em maio de 1916 até setembro de 1916, quando a unidade se mudou para área 7 do Exército em Luxeuil. A esquadrilha voou com o Caça Nieuport, e sofreu grandes perdas, mas o seu núcleo de 38 foi rapidamente reposto por outros americanos que chegaram do exterior, assim como, muitos voluntários que o Lafayette Flying Corps formou, e muitos norte-americanos depois de servir com outras unidades aéreas francesas. Ao todo, 265 voluntários americanos serviram no Corpo. Embora formalmente não faziam parte da Esquadrilha Lafayette, os americanos, tais como Fred Zinn, que foi um dos pioneiros da Fotografia aérea,  lutou junto com a Legião Estrangeira Francesa , e mais tarde com a Aeronáutica Militar Francesa
A Esquadrilha tinha uma reputação de temeridade, ousadia, e uma atmosfera de festa. Dois filhotes de leão, chamados "Whiskey" e "Soda", viraram mascotes da Esquadrilha.
Lufbery teve problemas para se livrar de um oficial que foi insensato o suficiente para prendê-lo durante uma discussão. Ele foi resgatado da prisão por seus companheiros de esquadrilha. Ele era um homem segundo o Piloto Francês Charles Nungesser que veio para a Esquadrilha durante uma convalescença. Ele pediu um Caça Spad e abateu um avião alemão, embora ele oficialmente não pudesse faze-lo.
Em 8 de fevereiro de 1918, a esquadrilha se desmembrou: 
- Os americanos foram transferidos para o "US Army Air Service" como o 103º Esquadrão Aéreo, e por um breve período reteve seus aviões e mecânica francesa. A maioria de seus membros veteranos trabalhou na formação dos pilotos americanos recém-chegados;
- Os franceses passaram para a "Escadrille SPA.124", mais tarde chamada de Escadrille Jeanne d'Arc para diferencia-la de sua predecessora famosa.

O "103º Esquadrão Aéreo" alegou/afirmou ter abatido 49 inimigos até novembro de 1918.

## Membros
Existe alguma confusão entre os pilotos que faziam parte da Esquadrilha Lafayette ou da Lafayette Flying Corps, especialmente no  filme Flyboys. Esses cinco oficiais franceses e 38 pilotos norte-americanos (também conhecida como "The Valiant 38") fizeram parte da Esquadrilha Lafayette.

### Oficiais Franceses
- Cpt. Georges Thenault
- Ten. Alfred de Laage de Meux
- Ten. Charles Nungesser
- Ten. Antoine Arnoux de Maison-Rouge
- Ten. Louis Verdier-Fauvety

### Pilotos Americanos
- 1 Horace Clyde Balsley
- 2 Eugene Jacques Bullard - 1º piloto afro-americano na WW1 ( condecorado pelo governo francês)
- 3 Stephen Sohier Bigelow
- 4 Ray Claflin Bridgman
- 5 Andrew Courtney Campbell, Jr., morreu em serviço.
- 6 Victor Emmanuel Chapman (1890–1916), o primeiro aviador americano a ser morto na Primeira Guerra Mundial.
- 7 Elliot Christoprer Cowdin
- 8 Charles Heave Dolan
- 9 James Ralph Doolittle, morreu em serviço.
- 10 John Armstrong Drexel
- 11 William Edward Dugan, Jr.
- 12 Christopher William Ford
- 13 Edmond Charles Clinton Genet, o primeiro aviador americano a morrer depois que os Estados Unidos declararam guerra contra a Alemanha.
- 14 James Norman Hall (1887–1951), coautor de Mutiny on the Bounty e Falcões da França sobre o Esquadrilha Lafayette.
- 15 Bert Hall (1885–1948) (Ten.), diretor de cinema, ator, e autor que escreveu dois livros sobre ser um "Flyboy" na Esquadrilha Lafayette.
- 16 Willis Bradley Haviland
- 17 Thomas Moses Hewitt, Jr.
- 18 Dudley Lawrence Hill
- 19 Edward Foote Hinkle
- 20 Ronald Wood Hoskier, died in service
- 21 Charles Chouteau Johnson
- 22 Henry Sweet Jones
- 23 Walter Lovell
- 24 Raoul Lufbery (1885–1918), um ás que morreu em combate depois de saltar da cauda de seu avião em chamas.
- 25 James Rogers McConnell (1887-1917)
- 26 MacManagle Dougles
- 27 Marr Kenneth Archibald
- 28 Masson pierre Diddier Didier Masson
- 29 Edwin C. "Ted" Parsons
- 30 Paul Pavelka, morreu em serviço.
- 31 David M. Peterson
- 32 Frederick Henry Prince, Jr. (1885–1963)
- 33 Norman Prince (1887–1916), fundador e ás, morreu em serviço.
- 34 Kiffin Vates Rockwell, morreu em serviço.
- 35 Robert Lockerbie Rockwell
- 36 Laurence Dana Rumsey, Jr.
- 37 Robert Soubiran
- 38 William Thaw William Thaw (aviador)
- 39 Harold Buckley Willis (Sgt)

## Homenagens

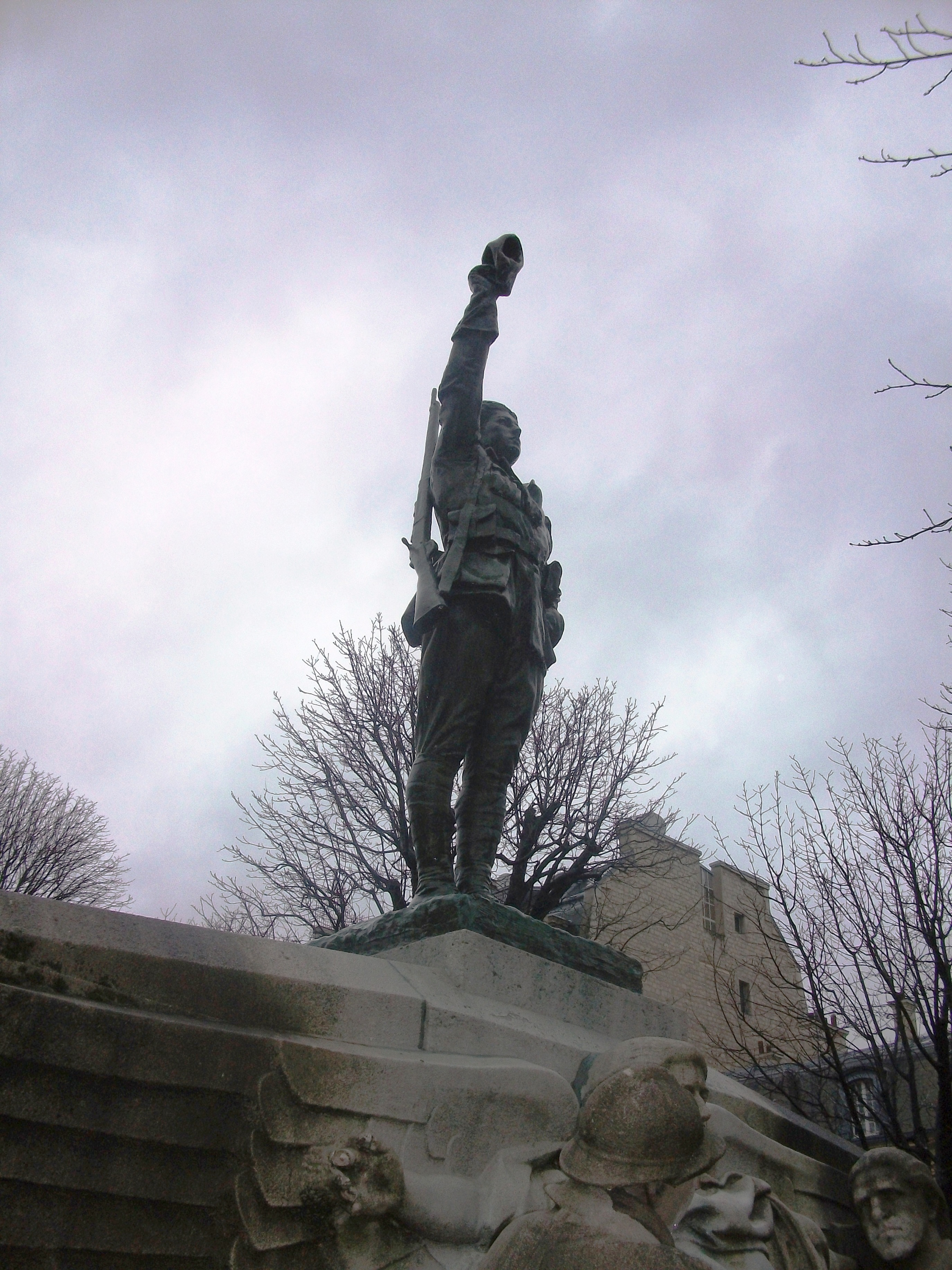
Memorial em Place des Etats-Unis - Paris, dedicado aos Voluntários Pilotos Americanos.

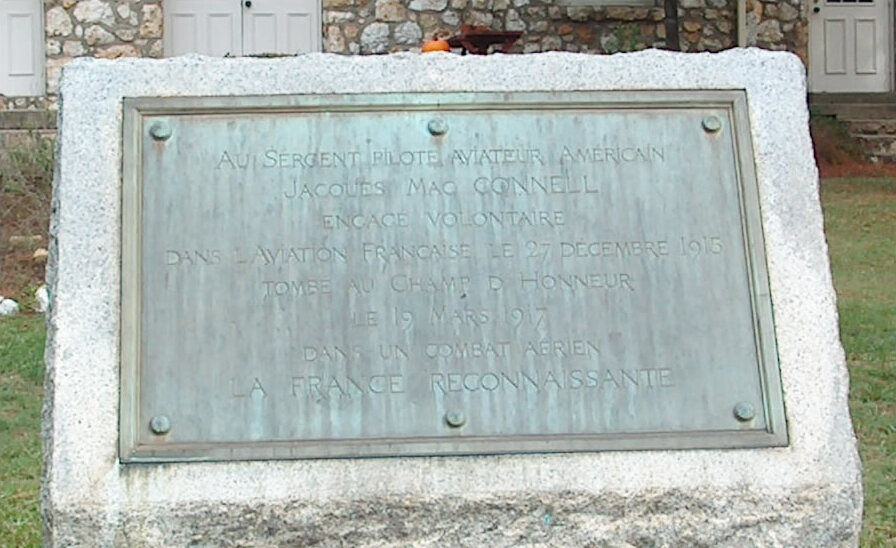
O Monumento a James R. McConnell, na Sociedade do Lar em Carthage, NC - EUA.

- A estátua do escultor Gutzon Borglum intitulado O Aviador (1919) foi erguido como base na Universidade da Virgínia em  Charlottesville, Virginia,  nos Estados Unidos em memória de James R. McConnell, um membro do esquadrão, que foi morto durante a guerra. McConnell escreveu um relato de primeira mão sobre a guerra, Voando na França [1], que dá ao leitor uma visão valiosa sobre a guerra na França de 1915 até sua morte em 1917. Cartas adicionado ao final do livro incluem  contando a morte de McConnell.
- O Memorial  da Esquadrilha Lafayette, Villeneuve-l'Étang Imperial Estate, esta em Marnes-la-Coquette, Hauts-de-Seine nos arredores de  Paris, na França.

- Norman Prince, foi sepultado na Catedral Nacional de Washington, Estados Unidos.

- James R. McConnell foi Homenagiado com dois monumentos que estão localizados em Carthage, na Carolina do Norte, Estados Unidos. A primeira é uma coluna de granito ladeada por dois canhões, o outro é uma pedra de granito inscrito na língua francesa na casa da comunidade.

- Memorial aos Voluntários Americanos. Em 4 de Julho de 1923, o Presidente do Conselho de Estado Francês, Raymond Poincaré, dedicou um monumento na Place des États-Unis, Paris, para os Americanos que se ofereceram para lutar ao lado da França na Primeira Guerra Mundial.

## Adaptações

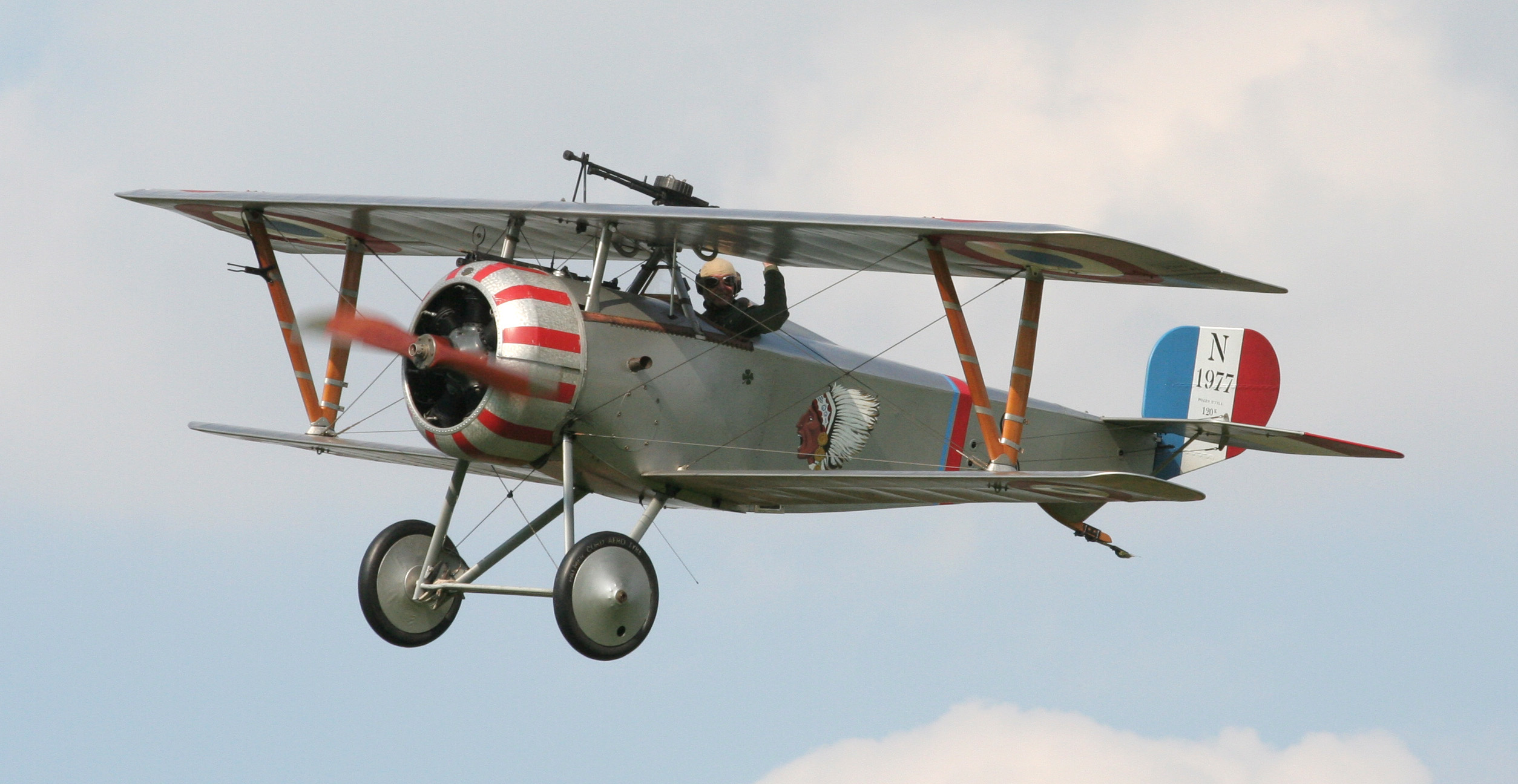
Um Nieuport 17 pintado com a insignia da Esquadrilha Lafayette, em voo em 2007.

A história da Esquadrilha Lafayette foi adaptada em três filmes: A Legião dos Condenados (1928) filme de William A. Wellman; Esquadrilha Lafayette (1958), filme estrelado por Tab Hunter; e Flyboys (2006), dirigido por Tony Bill e estrelado por James Franco. A Esquadrilha Lafayette também aparece em "O Ataque dos Hawkmen", em um episódio da série Crônicas do Jovem Indiana Jones em que Indy está temporariamente atribuído ao grupo como um fotógrafo de reconhecimento aéreo.
As façanhas da Esquadrilha Lafayette também são capturados em várias obras de ficção histórica, incluindo: Falcões da França de Charles Nordhoff e James Norman Hall (1929), até o último homem de Jeffrey Shaara, Voluntários Valentes de Terry L. Johnson (2005), Menos Um Ás de Morrisroe Timóteo (2006), e Kickapoo de Thomas Wilson (2006).